# Volo Ural Airlines 178
Il volo Ural Airlines 178 è stato un volo di linea passeggeri da Mosca, in Russia, a Simferopoli, in Crimea. Il 15 agosto 2019, un Airbus A321-200 operante il servizio ha subito un impatto con volatili appena dopo il decollo dalla capitale russa ed è atterrato in un campo di grano a pochi chilometri dall'aeroporto. 29 persone rimasero ferite, ma non ci sono state vittime.

## L'aereo
Il velivolo coinvolto nell'incidente era un Airbus A321-211, registrato nelle Bermuda VQ-BOZ. Venne costruito nel 2003 e consegnato a Turkish Airlines come TC-KTD. Operò quindi per AtlasGlobal come TC-ETR nel 2010, e per Solaris Airlines nel 2011 come EI-ERU prima di essere consegnato a Ural Airlines nel 2011 in fase di ri-registrazione. L'aereo rimase danneggiato irreparabilmente nell'incidente.

## L'equipaggio
Il pilota al comando era il 41enne Damir Jusupov, laureato alla scuola di volo dell'aviazione civile di Buguruslan, in Russia, nel 2013. Aveva conseguito anche una laurea in navigazione aerea presso l'Istituto di aviazione civile di Ul'janovsk, in Russia. Al momento dell'incidente, aveva oltre 3000 ore di esperienza di volo.
Il copilota era il 23enne Georgij Murzin, laureato anch'egli alla scuola di volo dell'aviazione civile di Buguruslan, nel 2017. Al momento dell'incidente, aveva più di 600 ore di volo.
A bordo c'erano cinque assistenti di cabina.

## L'incidente

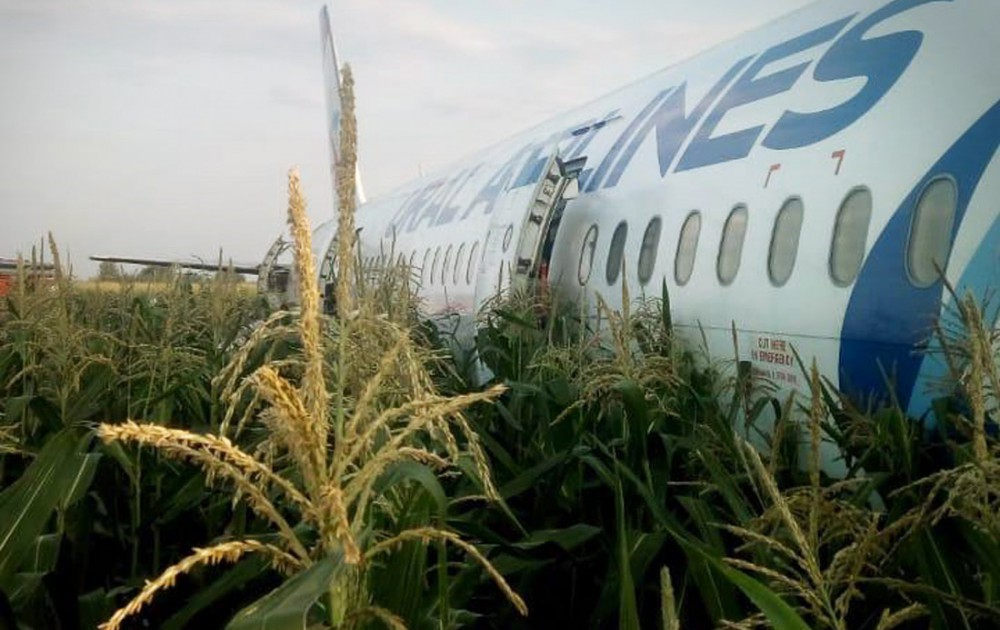
Il relitto dell'aereo nel campo di mais.

L'aereo, diretto a Sinferopoli, ha subito un impatto con volatili poco dopo il decollo dall'aeroporto internazionale di Mosca-Žukovskij. Un passeggero ha registrato il momento in cui uno stormo di gabbiani ha colpito entrambi i motori CFM56-5. Il primo impatto ha causato una completa perdita di potenza nel motore sinistro, un secondo ha invece portato a una spinta insufficiente per mantenere l'aereo in volo. I piloti hanno optato per un atterraggio di emergenza in un campo di grano a qualche chilometro di distanza dalla pista dell'aeroporto. L'aereo ha effettuato un atterraggio in un campo di mais a 5,13 km dall'aeroporto di Žukovskij. Tutti i passeggeri a bordo del volo sono sopravvissuti all'impatto. 55 persone hanno ricevuto cure mediche sul luogo dell'incidente. 29 persone sono state portate in ospedale. Il numero di feriti è stato infine portato a 74, nessuno dei quali in gravi condizioni. A tutti i passeggeri sono stati offerti 1714 dollari americani come risarcimento per l'accaduto.

## Proliferazione di volatili vicino all'aeroporto
La proliferazione di uccelli vicino a Mosca-Žukovskij è stata attribuita alla presenza di discariche illegali di rifiuti. Le misure di controllo dei volatili schierate erano state sopraffatte poiché insufficienti. Nel 2012, la gestione di uno dei siti dei rifiuti era stata citata in giudizio presso il tribunale distrettuale di Žukovskij, sostenendo che "le strutture di selezione dei rifiuti attirano un numero enorme di uccelli a causa del contenuto significativo di rifiuti commestibili e, con il sito posto alla distanza di 2 km dalla pista dell'aeroporto, potrebbero provocare collisioni tra uccelli e aerei, minacciando la vita delle persone a bordo". Il tribunale non aveva trovato motivi sufficienti per decretare a favore dei querelanti e delle loro richieste.
A partire dal 2019, la discarica non smista o immagazzina più i rifiuti domestici, bensì li compatta e li trasferisce ulteriormente per lo smaltimento; le operazioni, tuttavia, vengono condotte all'aperto.
Un controllore del traffico aereo dell'aeroporto di Žukovskij ha dichiarato:
Nel settembre 2019, l'agenzia federale per il trasporto aereo Rosaviacija ha proposto di collaborare con le autorità per verificare la legalità delle discariche di rifiuti vicino agli aeroporti, effettuando ispezioni programmate e non allo scopo di accertare la presenza di volatili.

## Reazioni

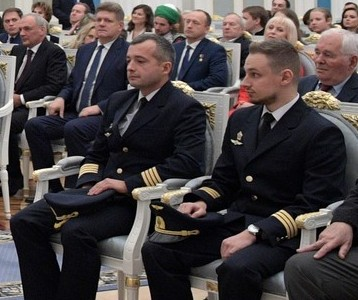
Damir Jusupov e Georgij Murzin alla cerimonia di premiazione al Cremlino, il 21 novembre 2019.

Poco dopo l'incidente, Ural Airlines rilasciò una dichiarazione su Twitter affermando: "Sul volo U6178 Žukovskij-Simferopoli, durante il volo da Žukovskij, si è verificato un grosso impatto con volatili ai danni dei motori dell'aereo. L'aereo ha effettuato un atterraggio di emergenza. I passeggeri e l'equipaggio non sono rimasti feriti". La compagnia aerea ha elogiato la professionalità dei piloti.
Sui social media, sono stati fatti confronti tra l'incidente e il "miracolo sull'Hudson", riguardante il volo US Airways 1549.
Il pilota al comando, Damir Jusupov, e il primo ufficiale, Georgij Murzin, hanno ricevuto il titolo onorifico di eroe della Federazione Russa; gli altri membri dell'equipaggio sono stati decorati con l'Ordine del Coraggio.
Pur elogiati in Russia, i piloti sono stati inseriti nella lista nera dell'ONG ucraina Myrotvorec' ("il Pacificatore"), che li ha accusati di "attraversamenti illegali del confine di stato dell'Ucraina, effettuati consapevolmente e in più occasioni".
L'autore del primo film riguardante una catastrofe aerea russa Air Crew, Alexander Mitta, ha annunciato l'intenzione di realizzare un film basato sugli eventi del volo 178.

## Le indagini
L'Interstate Aviation Committee (IAC) (in russo: Межгосударственный авиационный комитет, МАК) ha avviato un'inchiesta sull'incidente alla quale hanno partecipato anche la Federal Air Transport Agency russa, il Air Accidents Investigation Branch (AAIB) britannica e il Bureau d'Enquêtes et d'Analyses (BEA) francese. Il registratore vocale della cabina di pilotaggio e il registratore dei dati di volo sono stati entrambi recuperati con successo e i loro dati scaricati.
Il final report è trapelato nell'agosto 2022 e incolpa i piloti di diversi errori invece che di eroismo. Entrambi avevano visto i volatili ed erano consapevoli della loro presenza prima dell'inizio della corsa di decollo. Per quanto riguarda il prosieguo degli eventi, l'equipaggio è stato descritto come disorganizzato in quanto non ha nemmeno disattivato l'allarme scattato dopo il disinserimento dell'autopilota. Nella cabina di pilotaggio non si era parlato di un atterraggio di emergenza e di conseguenza i motori non sono stati spenti al momento dell'atterraggio. Il ritiro del carrello nell'ultima fase del volo è stato interpretato dall'inchiesta come una misura per guadagnare velocità, non come una preparazione per un atterraggio di emergenza come sostenuto dai piloti.